# Alicia Barrancos
Alicia Barrancos (2 de mayo de 1972) es una ex nadadora argentina de estilo libre que representó a su país en los Juegos Olímpicos de Atlanta 1996. Su mayor logro fue ganar la medalla de bronce en los 800 metros libres y en los 4x200 metros libres de los Juegos Panamericanos de 1995. Consiguió nueve récords sudamericanos y 36 argentinos.

## Trayectoria
En los Juegos Olímpicos de Atlanta 1996 disputó tres especialidades. Los 400 metros libres en los cuales fue la 28.ª clasificada, los 800 metros libres en los cuales fue 17.ª clasificada y por último en los 4x200 metros libres con el equipo argentino que terminaron en 21.º lugar. Desde 1990 hasta 1996 ganó los Campeonatos Nacionales de 200, 400, 800 y 1.500 metros. En los Juegos Sudamericanos ganó la medalla de oro en 400, 1500, 4 x 100 y 4x200 metros en la edición de 1990 en Perú y en los 200, 400, 800, 1500 y 4 x 100 metros, además de los 4 x 100 metros estilos en la edición de 1994 en Venezuela.
Fue finalista en el torneo europeo de Barcelona en los 200, 400 y 800 metros, y en Canet (Francia) en 400 libres en el año 1992. Fue finalista en la Copa Latina en Florencia en 400, 800 y 4x200 libres en 1993. Fue medalla de bronce en la Copa Latina Bello Horizonte en 800 libres en 1995. Fue finalista en los 400 y 800 metros de los Juegos Panamericanos en 1991 en La Habana, siendo medalla de bronce en los 800 metros libres y en los 4x200 metros libres de los Juegos Panamericanos de 1995. Fue finalista en 400 y 800 metros en el Campeonato Mundial de Natación de 1994 celebrado en Roma y en el Campeonato Mundial de Natación en Piscina Corta de 1995 celebrado en Río de Janeiro.
En el año 2000 ganó el diploma al mérito deportivo otorgado por la Fundación Konex. También fue galardonada con el premio "Córdoba Cuna de Campeones" en 1990, 1991, 1992, 1993, 1994 y 1995, con el "Olimpia de Plata" en 1993 y 1994 y con el "Calden de Plata".